# Bloody Mary
Il Bloody Mary è un cocktail a base di vodka, succo di pomodoro e spezie piccanti o aromi come la salsa Worcestershire, il tabasco, il consommé (o, in alternativa, il dado da cucina), il cren, il sedano, il sale, il pepe nero, il pepe di Caienna e il succo di limone.

## Storia
Il Bloody Mary è stato probabilmente creato dall'attore George Jessel attorno al 1939. Il giornalista Lucius Beebe, nella sua colonna scandalistica "This New York" (New York Herald Tribune, 2 dicembre 1939, pagina 9), pubblicò quello che si ritiene sia il primo riferimento a questo drink, assieme alla ricetta originale: "Il nuovo tonico di George Jessel, che sta ricevendo attenzione dagli editorialisti della città, è chiamato Bloody Mary: metà succo di pomodoro, metà vodka".

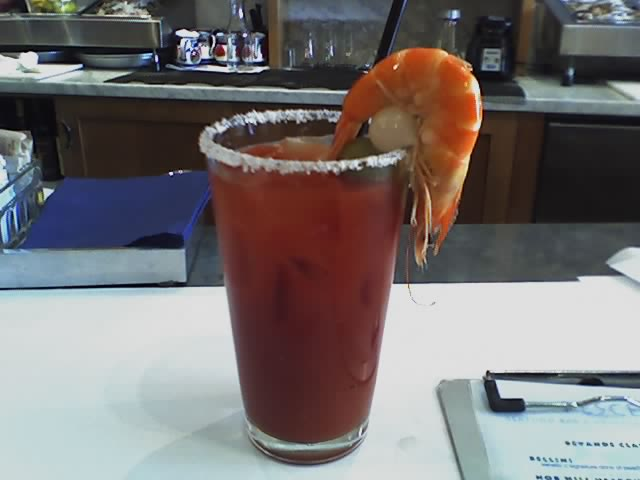
Bicchiere di Bloody Mary con un gamberetto come guarnizione

Il barista francese Fernand Petiot afferma di aver inventato la versione attuale del drink, aggiungendo le spezie, il sale, il pepe, la salsa Worcestershire e il limone alla semplice bevanda di George Jessel composta da vodka e succo di pomodoro. Nel luglio del 1964 in un'intervista al New York Magazine affermò:

## Origine del termine
L'epiteto "Bloody Mary" viene associato a diversi personaggi femminili, storici o fittizi, soprattutto la regina Maria I d'Inghilterra (si veda Bloody Mary per le altre). Altre ispirazioni per il cocktail possono essere state la star hollywoodiana Mary Pickford (alla quale in precedenza venne dedicato un cocktail omonimo), un'amica del barman sempre in ritardo oppure un bar di Chicago.
Nel 1934 il cocktail veniva chiamato "Red Snapper" al St. Regis Hotel, dove all'epoca lavorava Petiot. Fu lì che al drink venne aggiunto il tabasco e il nome "Bloody Mary" divenne popolare. Negli anni 60 del secolo scorso divenne popolare servire il cocktail con il sedano per via di un ospite della "Pump Room" dell'Ambassador East Hotel di Chicago.

## Preparazione

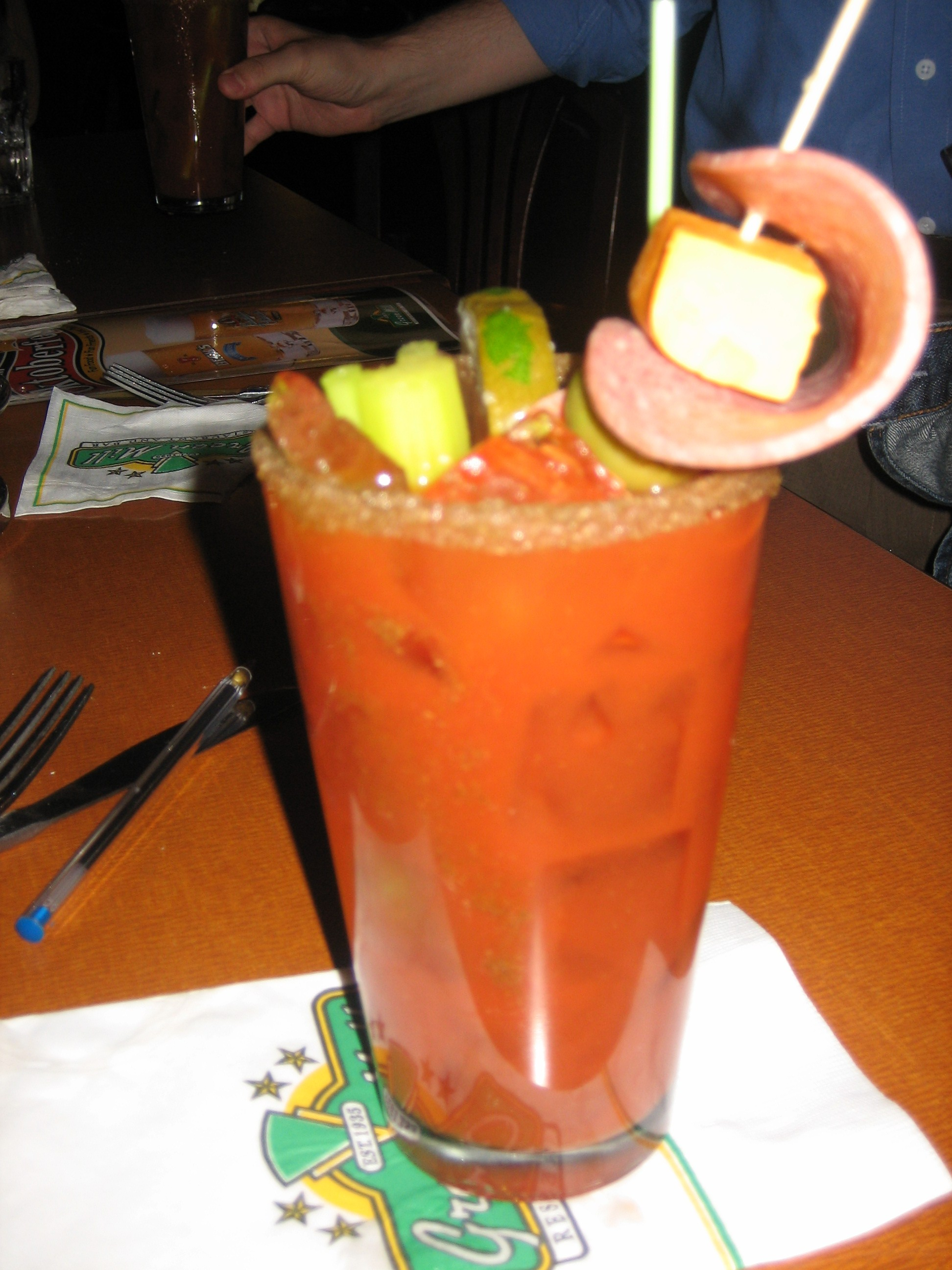
Guarnizioni multiple

Il Bloody Mary e l'analcolico Virgin Mary sono serviti spesso di mattina, anche se sono molto popolari anche per l'aperitivo serale.
Mentre non sono necessari virtuosismi particolari per creare un cocktail a base di vodka e succo di pomodoro, alcune versioni più elaborate sono divenute marchi di fabbrica dei barman che le hanno create. Una decorazione comune è l'aggiunta di un gambo di sedano, se il cocktail è servito in un tumbler alto, spesso adagiato sul ghiaccio.

### Ricetta International Bartenders Association
- 4,5 cl di vodka
- 9 cl di succo di pomodoro
- 1,5 cl di succo di limone
- 2/3 gocce di salsa Worcestershire
- 1 pizzico di sale al sedano e di pepe nero
- Tabasco[6]

Può essere shakerato vigorosamente o mescolato lentamente, il risultato sarà lo stesso. La tecnica consigliata per poter effettuare poca diluizione ma molto raffreddamento e miscelazione nel cocktail è la tecnica di throwing. Decorazione con un stecchino di sedano; preparare anche degli spiedini con qualche oliva, della giardiniera, qualche carota, funghi, o altra verdura; o anche carne (salame, gamberetti, ecc.) e formaggio (vd. immagini). A volte può essere guarnito anche con asparagi sottaceto.